# Municipio de Jackson (condado de Ashland)
El municipio de Jackson (en inglés: Jackson Township) es un municipio ubicado en el condado de Ashland en el estado estadounidense de Ohio. En el año 2010 tenía una población de 3887 habitantes y una densidad poblacional de 47,55 personas por km².

## Geografía
El municipio de Jackson se encuentra ubicado en las coordenadas 40°56′45″N 82°10′34″O / 40.94583, -82.17611. Según la Oficina del Censo de los Estados Unidos, el municipio tiene una superficie total de 81.74 km², de la cual 80,71 km² corresponden a tierra firme y (1,25 %) 1,03 km² es agua.

## Demografía
Según el censo de 2010, había 3887 personas residiendo en el municipio de Jackson. La densidad de población era de 47,55 hab./km². De los 3887 habitantes, el municipio de Jackson estaba compuesto por el 97,94 % blancos, el 0,33 % eran afroamericanos, el 0,15 % eran amerindios, el 0,21 % eran asiáticos, el 0,15 % eran de otras razas y el 1,21 % eran de una mezcla de razas. Del total de la población el 0,75 % eran hispanos o latinos de cualquier raza.